# Dirk Sterckx
Dirk Jozef Maria Sterckx, né le 25 septembre 1946 à Herent est un homme politique belge flamand, membre du OpenVLD.
Il licencié en philologie germanique (1969). 
Il fut professeur (1969), journaliste à la chaîne de télévision BRT (1975), rédacteur en chef du journal de la VRT (1986) et du magazine d'information Terzake (1994), ensuite chef de l'information et présentateur du journal de la VRT (1996). 

## Fonctions politiques
- 2001- : Conseiller communal de Lint
- 2004 : Président du VLD
- 1999-2014 : Député au Parlement européen